# 2-й бомбардировочный авиационный корпус
2-й бомбардиро́вочный авиацио́нный ко́рпус (2-й бак) — соединение Военно-Воздушных сил (ВВС) Вооружённых Сил РККА, принимавшее участие в боевых действиях Великой Отечественной войны

## Наименования корпуса

Командир корпуса генерал-майор авиации Ушаков В.А

- 2-й бомбардировочный авиационный корпус
- 1-й гвардейский бомбардировочный авиационный корпус
- 1-й гвардейский Витебский бомбардировочный авиационный корпус
- 5-й гвардейский Витебский бомбардировочный авиационный корпус
- 66-й гвардейский Витебский бомбардировочный авиационный корпус

## Создание корпуса
Корпус создан 11 октября 1942 года путём придания 223-й и 285-й бомбардировочных авиационных дивизий

## Преобразование корпуса
Приказом НКО СССР № 265 от 03.09.1943 г. корпус преобразован в 1-й гвардейский бомбардировочный авиационный корпус

## В действующей армии
В составе действующей армии:
- с 1 декабря 1942 года по 3 сентября 1943 года[2], всего 277 дней

## Командир корпуса
- генерал-майор авиации Туркель Иван Лукич[3], период нахождения в должности: с 11 октября 1942 года по 6 февраля 1943 года
- генерал-майор авиации Ушаков Владимир Алексеевич[4], период нахождения в должности: с 7 февраля 1943 года по 3 сентября 1943 года

## В составе объединений
| Объединение                                 | Период                  |
| ------------------------------------------- | ----------------------- |
| Резерв ставки ВГК                           | 11.10.1942 — 31.12.1942 |
| 16-я воздушная армия Донской фронт          | 01.01.1943 — 15.02.1943 |
| 16-я воздушная армия Центральный фронт      | 15.02.1943 — 01.04.1943 |
| 2-я воздушная армия Воронежский фронт       | 01.04.1943 — 01.05.1943 |
| 4-я воздушная армия Северо-Кавказский фронт | 01.05.1943 — 01.07.1943 |
| 1-я воздушная армия Западный фронт          | 01.07.1943 — 03.09.1943 |

## Соединения, части и отдельные подразделения корпуса

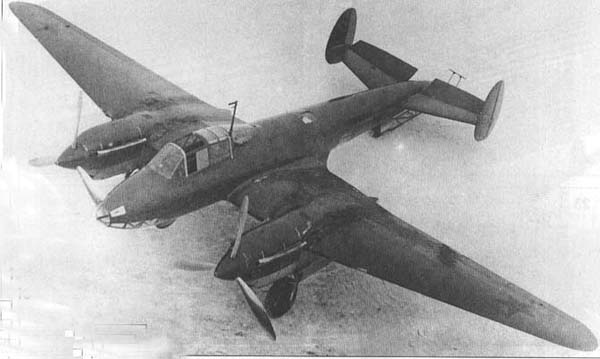
Основной самолёт корпуса Пе-2

- 223-я бомбардировочная авиационная дивизия[5][6]
  - 24-й бомбардировочный авиационный полк
  - 10-й бомбардировочный авиационный полк
  - 138-й бомбардировочный авиационный полк
  - 723-й бомбардировочный авиационный полк
  - 99-й бомбардировочный авиационный полк
  - 587-й бомбардировочный авиационный полк
- 285-я бомбардировочная авиационная дивизия[5][6]
  - 134-й бомбардировочный авиационный полк
  - 150-й бомбардировочный авиационный полк
  - 202-й бомбардировочный авиационный полк
  - 205-й бомбардировочный авиационный полк
- 739-й истребительный авиационный полк (ЛаГГ-3, с 18.12.1942 — 15.01.1943 г.)[7]
- 396-я отдельная авиационная эскадрилья связи[2]
- 264-я отдельная рота связи[2]
- 33-й отдельный взвод аэрофотослужбы[2] (с 01.09.1943 г.)
- 1242-я военно-почтовая станция[2]

## Участие в операциях и битвах
- Сталинградская битва с 1 декабря 1942 года по 2 февраля 1943 года.
- Операция «Кольцо» с 10 января 1943 года по 2 февраля 1943 года.
- Воздушные сражения на Кубани с 17 апреля 1943 года по 7 июня 1943 года.
- Спас-Демянская операция с 7 августа 1943 года по 20 августа 1943 года.
- Смоленско-Рославльская операция с 15 сентября 1943 года по 2 октября 1943 года

## Гвардейские соединения и части

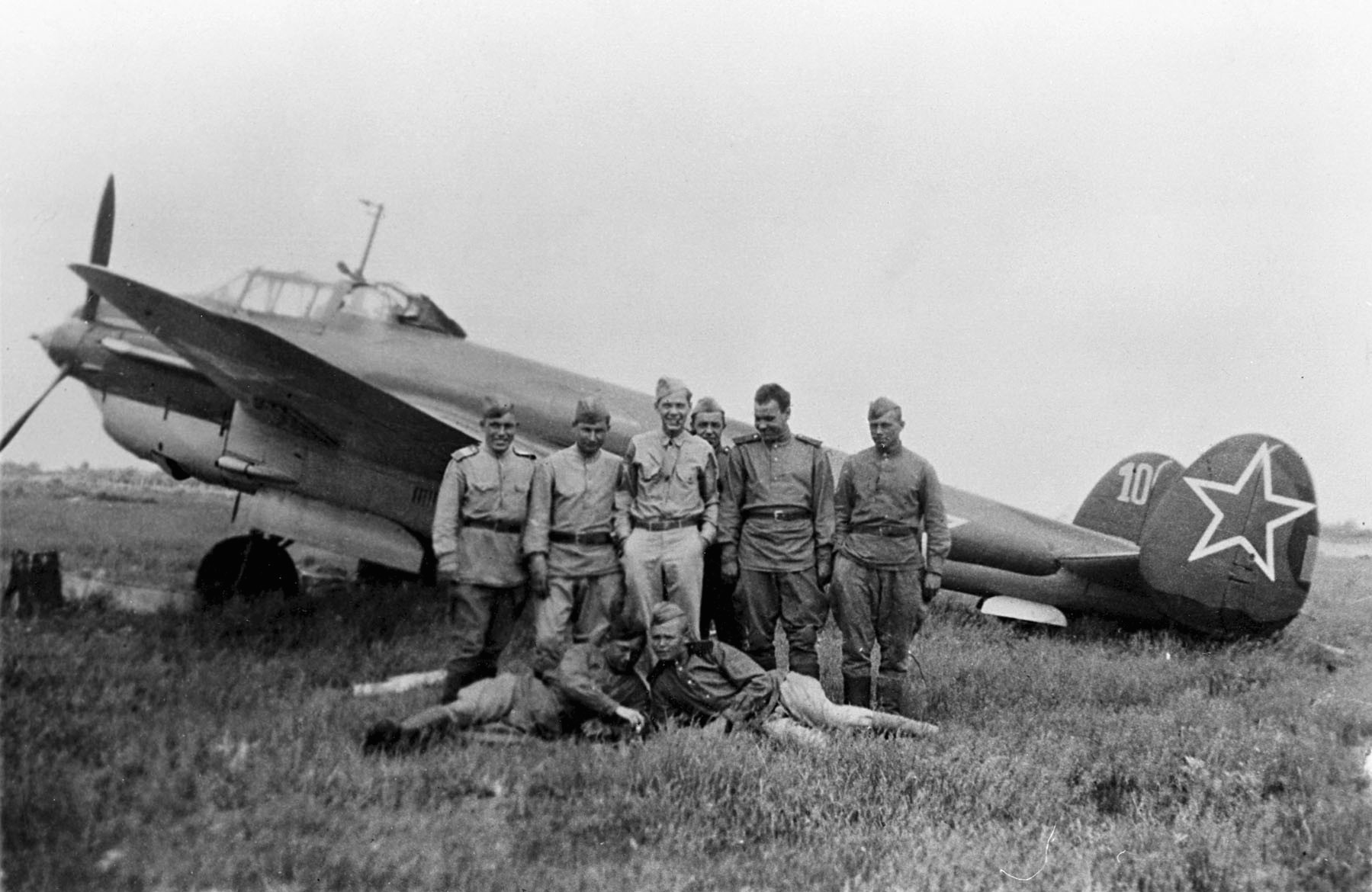
Основной самолёт корпуса Пе-2

- 2-й бомбардировочный авиационный корпус переименован в 1-й гвардейский бомбардировочный авиационный корпус[8]
- 223-я бомбардировочная авиационная дивизия переименована в 4-ю гвардейскую бомбардировочную авиационную дивизию[8]
- 285-я бомбардировочная авиационная дивизия переименована в 5-ю гвардейскую бомбардировочную авиационную дивизию[8]
- 10-й Ленинградский Краснознамённый бомбардировочный авиационный полк переименован в 124-й гвардейский Ленинградский Краснознамённый бомбардировочный авиационный полк[8]
- 134-й бомбардировочный авиационный полк переименован в 127-й гвардейский бомбардировочный авиационный полк[8]
- 150-й бомбардировочный авиационный полк переименован в 35-й гвардейский бомбардировочный авиационный полк[9]
- 205-й Ленинградский бомбардировочный авиационный полк переименован в 128-й гвардейский «Ленинградский» бомбардировочный авиационный полк[8]
- 224-й бомбардировочный авиационный полк переименован в 126-й гвардейский бомбардировочный авиационный полк[8]
- 587-й бомбардировочный авиационный полк переименован в 125-й гвардейский бомбардировочный авиационный полк[8]
- 396-я отдельная авиационная эскадрилья связи переименована в 3-ю гвардейскую отдельную авиационную эскадрилью связи[8]

## Почётные наименования
- 10-му Краснознамённому бомбардировочному авиационному полку присвоено почётное наименование «Ленинградский»[10]
- 99-му бомбардировочному авиационному полку присвоено почётное наименование «Сталинградский»[10]
- 205-му бомбардировочному авиационному полку присвоено почётное наименование «Ленинградский»[10]
- 35-му гвардейскому бомбардировочному авиационному полку присвоено почётное наименование «Сталинградский»[10]

## Герои Советского Союза
- Кострикин Афанасий Георгиевич, майор, штурман 224-го бомбардировочного авиационного полка 223-й бомбардировочной авиационной дивизии 2-го бомбардировочного авиационного корпуса 16-й воздушной армии Указом Президиума Верховного Совета СССР от 8 сентября 1943 года удостоен звания Герой Советского Союза. Золотая Звезда № 1127
- Крупин Андрей Петрович, капитан, штурман эскадрильи 99-го бомбардировочного авиационного полка 223-й бомбардировочной авиационной дивизии 2-го бомбардировочного авиационного корпуса 16-й воздушной армии Указом Президиума Верховного Совета СССР от 1 мая 1943 года удостоен звания Герой Советского Союза. Золотая Звезда № 1027
- Туриков Алексей Митрофанович, капитан, штурман эскадрильи 99-го бомбардировочного авиационного полка 223-й бомбардировочной авиационной дивизии 2-го бомбардировочного авиационного корпуса 16-й воздушной армии Указом Президиума Верховного Совета СССР от 1 мая 1943 года удостоен звания Герой Советского Союза. Золотая Звезда № 1028